# Luke Garbutt
Luke Samuel Garbutt (Harrogate, 21 mei 1993) is een Engels voetballer die bij voorkeur als linksback speelt. Hij stroomde in 2011 door vanuit de jeugd van Everton, waar hij in juni 2015 zijn contract verlengde tot medio 2020.

## Clubcarrière
Garbutt werd in 2001 opgenomen in de jeugdopleiding van Leeds United, die hij in 2009 verruilde voor die van Everton. Dat verhuurde hem tijdens het seizoen 2011/12 aan Cheltenham Town, op dat moment actief in de League Two. Hiermee debuteerde hij dat jaar in het betaald voetbal. Garbutt debuteerde op 29 augustus 2012 voor Everton zelf, in een wedstrijd in het toernooi om League Cup tegen Leyton Orient. De club verhuurde hem in september 2013 voor vier maanden aan Colchester United, toen actief in de League One. Garbutt speelde op 26 april 2014 zijn eerste wedstrijd in de Premier League voor Everton, tegen Southampton. Nadat hij in het seizoen 2014/15 ook vier keer in actie kwam op het hoogste niveau, verlengde Garbutt in juni 2015 zijn contract bij Everton tot medio 2020. Enkele weken later verhuurde de club hem voor de duur van het seizoen 2015/16 aan Fulham, waarmee hij ging spelen in de Championship.

## Interlandcarrière
Garbutt kwam uit voor verschillende Engelse nationale jeugdselecties. In 2014 debuteerde hij voor Engeland –21, waarvoor hij in totaal elf interlands speelde.
1 Pickford ·
2 Patterson ·
5 Keane ·
6 Tarkowski ·
7 McNeil ·
8 Mangala ·
9 Calvert-Lewin ·
10 Ndiaye ·
11 Harrison ·
12 Virgínia ·
14 Beto ·
14 O'Brien ·
16 Doucouré ·
17 Chermiti ·
18 Young ·
19 Mykolenko ·
22 Broja ·
23 Coleman  ·
27 Gueye ·
29 Lindstrøm ·
31 Begović ·
32 Branthwaite ·
37 Garner ·
42 Iroegbunam ·
75 Dixon ·
Coach: Dyche
· Assistent-coach: Stone
· Assistent-coach: Woan
· Keeperstrainer: Kelly